# Phi3 Ceti
Désignations
Phi3 Ceti (en abrégé φ3 Cet) est une étoile géante de couleur orange de la constellation de la Baleine. Elle est faiblement visible à l'œil nu avec une magnitude apparente de 5,31. Basé sur un décalage annuel de la parallaxe de 6,11 mas mesuré par le satellite Gaia, l'étoile est située à environ 530 année-lumière du Soleil (à 20 années-lumière près). Elle s'en rapproche à une vitesse radiale héliocentrique de −25,5 km/s.

## Caractéristiques
Phi3 Ceti est une étoile géante rouge évoluée de type spectral K5 III. Elle a environ 1,4 fois la masse et 44 fois le rayon du Soleil. Elle rayonne 441 fois la luminosité du Soleil et sa température effective est de 3 974 K.